# Thomas Bodley

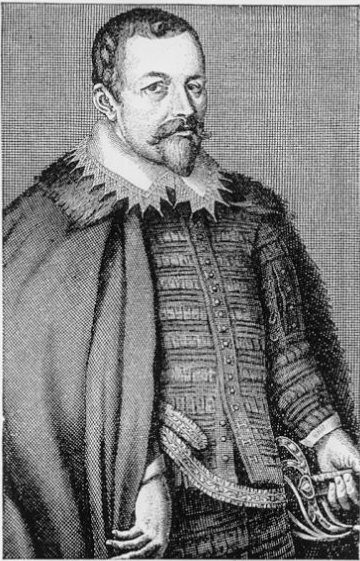
Thomas Bodley

Sir Thomas Bodley (* 2. März 1544 in Exeter; † 28. Januar 1612 in London) war ein englischer Diplomat und Bibliothekar.

## Leben und Wirken
Bodley floh mit seinen Eltern unter der Königin Maria (Bloody Mary) ins Herzogtum Kleve, von dort nach Frankfurt am Main und weiter nach Genf und kehrte erst unter Elisabeth I. nach England zurück. Er studierte in Oxford, machte größere Reisen und wurde von Elisabeth mit Missionen nach Dänemark, Frankreich, Holland und an mehrere deutsche Höfe beauftragt.
1597 schied er aus dem Staatsdienst und begab sich nach Oxford, um dem Wiederaufbau und der Erweiterung der dortigen Universitätsbibliothek (nach ihm Bodleiana – Bodleian Library – genannt) Zeit und Vermögen zu widmen. Er ließ in allen Ländern seltene und wertvolle Werke aufkaufen und soll dafür rund 200.000 Pfund Sterling aufgewendet haben; außerdem setzte er in seinem Testament ein Vermächtnis zur Besoldung der Bibliothekare und Aufseher aus.
1604 schlug ihn König Jakob I. in Whitehall zum Knight Bachelor.
Bodley erreichte 1610 für die Bibliothek auch eine Übereinkunft mit den Buchhändlern, nach der bis heute die Bibliothek ein Freiexemplar jedes in England veröffentlichten Buches erhält. So enthielt die Bibliothek nach einer Zählung von 1867 rund 350.000 gedruckte Bücher und 25.000 Manuskripte, im Jahr 2000 bereits 6,75 Millionen Bücher, 178.000 Handschriften und 6.500 Inkunabeln auf 173 Buchkilometern.